# Karel Kachyňa
Karel Kachyňa (n. 1 mai 1924, Vyškov⁠(d), Moravia de Sud, Cehia – d. 12 martie 2004, Říčany, Boemia Centrală, Cehia) a fost un regizor de film și scenarist ceh. Cariera sa s-a întins peste cinci decenii.

## Tinerețe
S-a născut la 1 mai 1924, la Vyškov⁠(d), Cehoslovacia. Tatăl său a fost un ofițer guvernamental, iar mama sa a fost profesoară de artă. După ce și-a petrecut primii 4 ani din viață în Vyškov, s-a mutat cu familia în Dačice⁠(d) și apoi la Kroměříž. Kachyňa a studiat la Școala de Artă Baťa⁠(d) din Zlín. În timpul celui de-Al Doilea Război Mondial a fost forțat să lucreze⁠(d) într-o fabrică germană Walter Georgi⁠(d) din Bernsbach.
După război, a reușit să termine liceul și să lucreze la reclame la studiourile de film Baťa din Zlín. Kachyňa a fost apoi acceptat în nou-înființata Facultatea de Film și Televiziune a Academiei Artelor Spectacolului din Praga (în cehă: Filmová a televizní fakulta Akademie múzických umění v Praze, FAMU) pentru a studia cinematografia și regia. Printre colegii săi s-au numărat Vojtěch Jasný, Zdeněk Podskalský⁠(d) și Antonín Kachlík⁠(d).

## Carieră
După ce a absolvit FAMU, a regizat cu Jasný documentare de propagandă realistă socialistă. De-a lungul anilor 1950, cei doi au lucrat pentru Studioul cinematografic al armatei (în cehă: Československý armádní film). În 1952, au călătorit în China cu Ansamblul de Artă al Armatei Populare Cehoslovace și au realizat trei documentare despre această țară.
Kachyňa și-a regizat cele mai celebre filme împreună cu scenaristul Jan Procházka într-o perioadă relativ liberă din anii 1960.
După Invazia Cehoslovaciei de către forțe din Pactul de la Varșovia și în perioada de normalizare ulterioară, filmele sale critice din punct de vedere politic Trăiască Republica! (Ať žije republika), O căruță spre Viena (Kočár do Vídně), Noaptea miresei ({{lang|cs|Noc nevěsty}) și Urechea (Ucho) au fost interzise.
Kachyňa a fost concediat din postul său de profesor la FAMU, după ce filmul Oaspeți neinvitați (Nezvaný host, cu Pavel Landovský⁠(d)) al elevului său Vlastimil Venclík a fost interpretat ca fiind o critică la adresa invaziei sovietice.
În anii 1970 a regizat în mare parte filme istorice axate pe viețile oamenilor obișnuiți și filme pentru copii (ca Zâna apelor). 
După Revoluția de Catifea a fost reangajat la FAMU, unde a continuat să predea acolo până la pensionare.

## Viață personală
Kachyňa a fost căsătorit de două ori. A avut o fiică, Eliška, cu prima sa soție, Eliška Kuchařová. A întâlnit-o pe viitoarea a doua soție, Alena Mihulová⁠(d) (n. 1965), în timpul filmărilor pentru Sestřičky (Asistenta) în 1983. Fiica lor, Karolína, s-a născut în 1994.
A locuit în casa din secolul al XVI-lea din cartierul Nový svět de lângă Palatul Czernin din Hradčany⁠(d), Praga.

## Filmografie

### Filme de lung metraj
- 1950 Za život radostný
- 1950 Věděli si rady
- 1950 Není stále zamračeno
- 1952 Neobyčejná léta
- 1953 Lidé jednoho srdce
- 1954 Z čínského zápisníku
- 1954 Stará čínská opera
- 1955 Astă seară se va termina totul (Dnes večer všechno skončí)
- 1956 Câinele grănicerului (Ztracená stopa)
- 1956 Křivé zrcadlo
- 1957 Pokušení
- 1957 Mistrovství světa leteckých modelářů
- 1958 Tenkrát o Vánocích
- 1958 Město má svou tvář
- 1958 Čtyřikrát o Bulharsku
- 1959 Král Šumavy

- 1960 Copilul trupei (Práče)
- 1961 Pouta [23]
- 1962 Griji (Trápení)[24][25]
- 1963 Závrať
- 1963 Naděje [26]
- 1964 Vysoká zeď [27]
- 1965 Ať žije republika [28]l[29]
- 1966 O căruță spre Viena (Kočár do Vídně)
- 1967 Noaptea miresei (Noc nevesty)
- 1968 Crăciun cu Elisabeta (Vanoce s Alzbetou)
- 1968 Familia noastră trăsnită (Naše bláznivá rodina) împreună cu Jan Valášek
- 1969 Směšný pán

- 1970 Urechea (Ucho). Lansat în 1990.[30]
- 1971 Voi sări din nou peste băltoace ()[31]
- 1971 Tajemství velikého vypravěče
- 1972 Tren spre stația cerul (Vlak do stanice Nebe)
- 1973 Legenda (Legenda)
- 1973 Iubire (Láska)
- 1974 Pavlínka
- 1974 Horká zima
- 1974 Robinsonka
- 1975 Škaredá dědina
- 1975 Bratři
- 1976 Zâna apelor (Malá mořská víla)
- 1977 Smrt mouchy
- 1977 Setkání v červenci
- 1977 În așteptarea ploii (Čekání na déšť)
- 1979 Zlatí úhoři
- 1979 Lásky mezi kapkami deště⁠(d)

- 1980 Cukrová bouda
- 1981 Pozor, vizita!
- 1981 Počítání oveček
- 1982 Velký případ malého detektiva a policejního psa Kykyna
- 1982 Fandy, ó Fandy
- 1983 Sestřičky
- 1986 Smrt krásných srnců⁠(d) [32][33]
- 1986 Dobré světlo
- 1987 Duhová kulička
- 1987 Kam, pánové, kam jdete?
- 1988 Oznamuje se láskám vašim
- 1988 Blázni a děvčátka
- 1989 Vlak dětství a naděje⁠(d) (serial TV)

- 1991 Poslední motýl
- 1992 Městem chodí Mikuláš
- 1994 Prima sezóna (serial TV)
- 1994 Kráva
- 1995 Fany⁠(d)
- 1998 Tři králové
- 1999 Hanele

### Filme de televiziune
- Cesta byla suchá, místy mokrá (2003)
- Kožené slunce (2002)
- Otec neznámý aneb cesta do hlubin duše výstrojního náčelníka (2001)
- Tři králové⁠(d) (1998) serial TV [34][35]
- Prima sezóna (1994) serial TV
- Městem chodí Mikuláš (1992)
- Vlak dětství a naděje⁠(d) (1989) serial TV[36][37]
- Duhová kulička (1985)
- Velký případ malého detektiva a policejního psa Kykyna (1982)
- Počítání oveček (1981)
- Zlatí úhoři (1979)

### Documentare
- Bratři (1975)
- Legenda (1973)
- De patru ori despre Bulgaria (1958)
- Orașul are propriul său chip (1958)
- Campionatul mondial de modele aeriene (1957)
- Oglindă strâmbă (1956)
- Stará čínská opera (1953)
- Z čínského zápisníku (1953)
- Lidé jednoho srdce (1953)
- Neobyčejná léta (1952)
- Ei știu ce să facă (1950)
- Za život radostný (1950)
- Není stále zamračeno (1949)